# Janaki Ammal
Janaki Ammal Edavaleth Kakkat (née en novembre 1897 - morte en février 1984) est une botaniste indienne. Ayant effectué des recherches en cytogénétique et en phytogéographie, elle est surtout connue pour son travail sur la canne à sucre et l'aubergine ainsi que pour avoir trouvé plusieurs plantes de valeur[Quoi ?] dans les forêts humides du Kerala.

## Jeunesse et formation
Janaki Ammal naît en février 1897 dans une famille Thiyya (en) à Tellicherry, au Kerala. Son père, Dewan Bahadur Edavalath Kakkat Krishnan, est un juge subalterne sous la présidence de Madras. Elle a six frères et cinq sœurs. Les filles de la famille sont généralement encouragées à poursuivre des études intellectuelles en arts, mais Ammal choisit la botanique.
Après avoir fait des études à Tellicherry, elle déménage à Madras, où elle obtient un baccalauréat du Queen Mary’s College, puis, en 1921, une spécialité en botanique du Presidency College (en). C'est à la suite de son contact avec des professeurs du Presidency College qu'elle développe une passion pour la cytogénétique.

## Carrière
Ammal enseigne au Women’s Christian College de Madras. À la même époque, elle commence une maîtrise à l'université du Michigan, où elle obtient son diplôme en 1925.
De retour en Inde, elle recommence à enseigner au Women's Christian College. Elle retournera par la suite au Michigan, où elle obtiendra son doctorat en sciences en 1931.
De 1932 à 1934, elle est professeur de botanique au Maharaja’s College of Science de Trivandrum, Kerala. De 1934 à 1939, elle est généticienne au Sugarcane Breeding Institute de Coimbatore. De 1940 à 1945, elle est assistante cytologiste au John Innes Centre de Londres, puis, de 1945 à 1951, cytologiste au jardin botanique de Wisley.
En 1951, sur l'invitation de Jawaharlal Nehru, Ammal retourne en Inde afin de prendre en main le Botanical Survey of India (BSI). Elle est nommée « officier spécial » (Officer on Special Duty) du BSI le 14 octobre 1952. Elle en sera également le directeur général.
Ammal occupera par la suite plusieurs postes liés au gouvernement indien. Elle sera à la tête du Central Botanical Laboratory d'Allahabad ainsi qu'officier spécial au Regional Research Laboratory de Jammu. Elle travaillera également un temps au Centre de recherche atomique de Bhabha de Trombay (en), avant de déménager en novembre 1970 à Madras, où elle est scientifique émérite au Centre for Advanced Study in Botany de l'université de Madras. Elle vit et travaille au Centre’s Field Laboratory de Maduravoyal (en), près de Madras, jusqu'à sa mort en février 1984.

## Œuvres
- C.D. Darlington et E.K. Janaki Ammal, Chromosome Atlas of cultivated Plants, London, George Allen & Unwin, 1945, 397 p..